# Jana Tichá

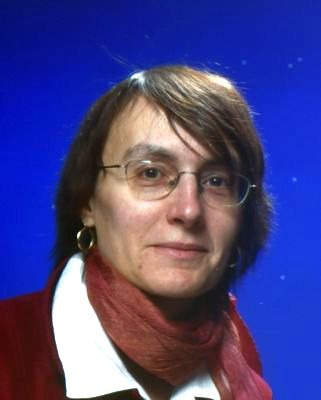
Jana Ticha (2005). Foto: Michal Tůma

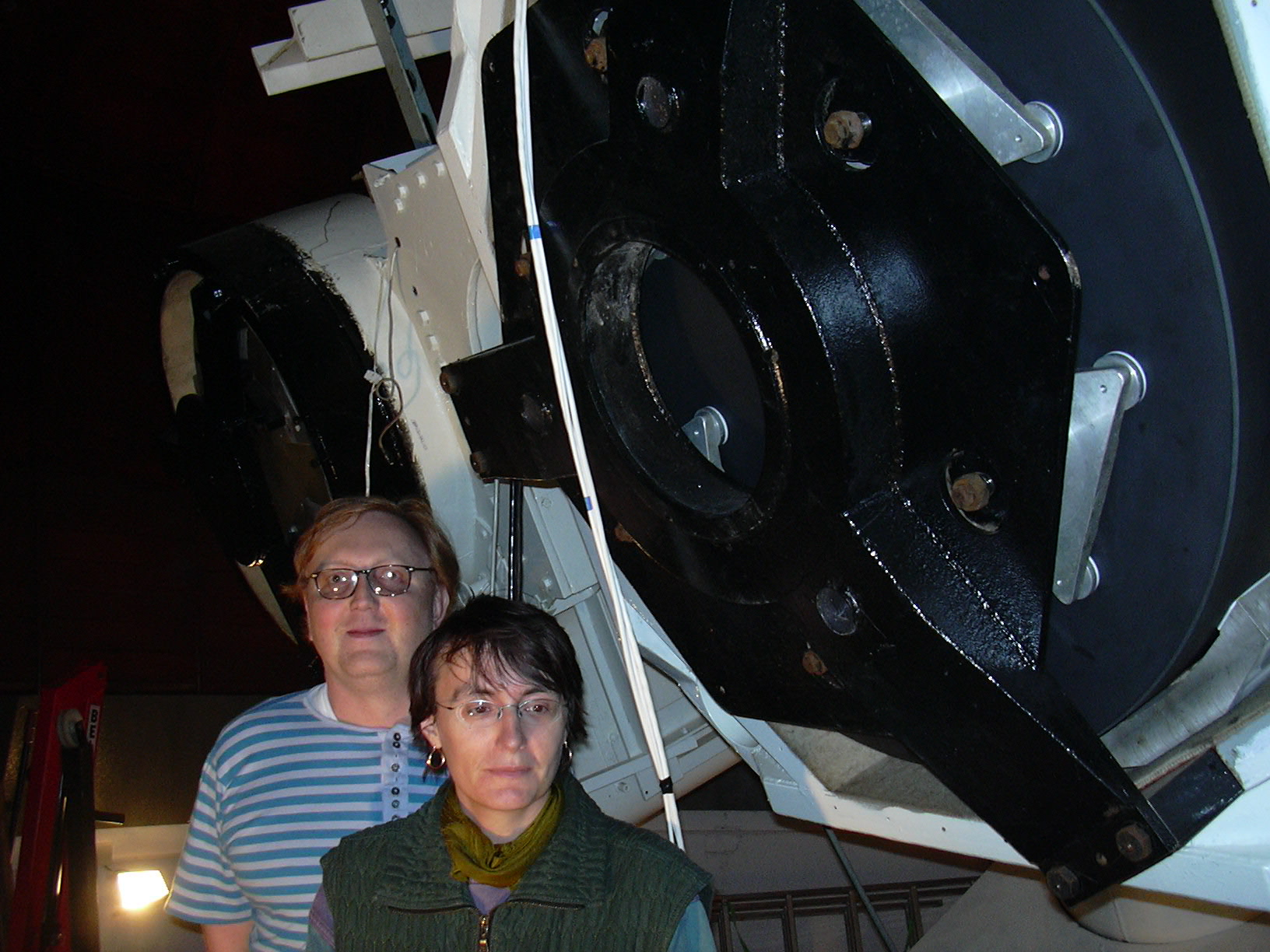
Jana Tichá mit Ehemann Miloš Tichý im Kleť-Observatorium (2004). Foto: Miraceti

Jana Tichá (* 1965) ist eine tschechische Astronomin. 

## Biografie
Tichá studierte an der Wirtschaftsuniversität Prag, an der sie 1987 graduierte. Seit 1992 bekleidet sie den Posten der Direktorin des Kleť-Observatoriums. Jana Tichá ist spezialisiert auf Entdeckung und Beobachtung von Asteroiden und Kometen mit Schwerpunkt auf Erdnahe Objekte (NEOs) und ist wissenschaftliche Leiterin des entsprechenden Beobachtungsprogramms inklusive des KLENOT-Projekts (KLENOT = Kleť Observatory Near Earth and other unusual Objects Observations Team). Unter ihrer Führung erfuhr das Observatorium eine grundlegende Modernisierung der astrometrischen Beobachtung dieser Objekte durch Einführung einer CCD-Kamera und moderner Computertechnik. Sie arbeitet an der Sternwarte gemeinsam mit ihrem Ehemann Miloš Tichý.
Jana Tichá war und ist Mitglied einer Vielzahl internationaler Komitees und Kommissionen des Bereiches Astronomie. Beispielsweise führt sie seit 2003 den Vorsitz des Committee on Small Body Nomenclature (CSBN) der Internationalen Astronomischen Union (IAU), das für die Prüfung von Namensvorschlägen und die Benennung von Asteroiden zuständig ist.
Bis Juli 2007 entdeckte sie mehr als 50 Asteroiden, viele davon gemeinsam mit ihrem Mann. Ihr selbst ist der Asteroid (5757) Tichá gewidmet. Ferner wurde nach ihrer Familie der Asteroid (8307) Peltan benannt. In Tschechien ist die Astronomin auch sehr bekannt auf Grund ihrer populärwissenschaftlichen Aktivitäten. Sie gehört zu den hauptsächlichen Autoren des tschechischen Internetdienstes zu dem Themengebiet Asteroiden und Kometen.